# لسیچارکا
لسیچارکا (به بلغاری: Lesicharka) یک منطقهٔ مسکونی در بلغارستان است که در شهرستان گابروو واقع شده‌است.